# Torneio Pré-Olímpico de Voleibol Feminino de 2016 - Intercontinental
O Torneio Pré-Olímpico de Voleibol Feminino de 2016 foi o segundo torneio qualificatório de seleções para a disputa dos Jogos Olímpicos de Verão de 2016 a nível intercontinental, realizado entre 20 a 22 de maio em San Juan, Porto Rico, com a participação de quatro países, ao final uma seleção classifica-se para a referida olimpíada.O torneio foi vencido pela Seleção Portorriquenha que disputará pela primeira vez uma edição de olimpíada.

## Torneio Pré-Olímpico Mundial II

### Seleções participantes
As seguintes seleções foram qualificadas para a disputa do Torneio Pré-Olímpico Mundial II 2016
| Equipe     | Qualificação                       | Posição |
| ---------- | ---------------------------------- | ------- |
| Argélia    | Pré-Olímpico Africano de 2016      | 4º      |
| Colômbia   | Pré-Olímpico Sul-Americano de 2016 | 3º      |
| Porto Rico | Pré-Olímpico NORCECA de 2016       | 3º      |
| Quênia     | Pré-Olímpico Africano de 2016      | 2º      |

↑2  Com a desist~encia da Seleção Egípcia (qualificada para o certame), a representaçãoda Argélia herdou sua vaga.

### Fórmula
As seleções enfrentaram-se entre si em turno único, ao final da disputa qualificou-se para os Jogos Olímpicos de Verão de 2016 a seleção campeã.

### Classificação
- Local: Coliseu Roberto Clemente, San Juan

|     |            |     | Jogos | Jogos | Jogos | Resultados | Resultados | Resultados | Resultados | Resultados | Resultados | Sets | Sets | Sets  | Pontos | Pontos | Pontos |
| Pos | Equipe     | Pts | T     | V     | D     | 3–0        | 3–1        | 3–2        | 2–3        | 1–3        | 0–3        | V    | P    | R     | V      | P      | R      |
| --- | ---------- | --- | ----- | ----- | ----- | ---------- | ---------- | ---------- | ---------- | ---------- | ---------- | ---- | ---- | ----- | ------ | ------ | ------ |
| 1   | Porto Rico | 9   | 3     | 3     | 0     | 3          | 0          | 0          | 0          | 0          | 0          | 9    | 0    | MAX   | 226    | 138    | 1.638  |
| 2   | Colômbia   | 6   | 3     | 2     | 1     | 2          | 0          | 0          | 0          | 0          | 1          | 6    | 3    | 2,000 | 209    | 164    | 1.274  |
| 3   | Quênia     | 3   | 3     | 1     | 2     | 0          | 1          | 0          | 0          | 0          | 2          | 3    | 7    | 0.429 | 186    | 219    | 0.849  |
| 4   | Argélia    | 0   | 3     | 0     | 3     | 0          | 0          | 0          | 0          | 1          | 2          | 1    | 9    | 0.111 | 148    | 248    | 0.597  |

### Fase única
Resultados
| Data    | Hora  |               | Placar |             | Set 1 | Set 2 | Set 3 | Set 4 | Set 5 | Total | Relatório |
| ------- | ----- | ------------- | ------ | ----------- | ----- | ----- | ----- | ----- | ----- | ----- | --------- |
| 20 maio | 17:00 | Quênia        | 0–3    | ' Colômbia' | 14-25 | 15-25 | 13-25 |       |       | 42–0  | 42–75     |
| 20 maio | 20:00 | 'Porto Rico ' | 3–0    | Argélia     | 25–10 | 25–11 | 25–12 |       |       | 75–33 | 75–33     |
| 21 maio | 17:00 | 'Quênia '     | 3–1    | Argélia     | 25–14 | 23–25 | 25–14 | 25-16 |       | 98–53 | 98–69     |
| 21 maio | 20:00 | 'Porto Rico ' | 3–0    | Colômbia    | 25–17 | 26–24 | 25–18 |       |       | 76–59 | 76–59     |
| 22 maio | 15:00 | Argélia       | 0–3    | ' Colômbia' | 16–25 | 12–25 | 18–25 |       |       | 46–75 | 46–75     |
| 22 maio | 18:00 | 'Porto Rico ' | 3–0    | Quênia      | 25–8  | 25-23 | 25–15 |       |       | 75–23 | 75–46     |

### Classificação final
| Rank | Team       |
| ---- | ---------- |
| 1    | Porto Rico |
| 2    | Colômbia   |
| 3    | Quênia     |
| 4    | Argélia    |

|  | Qualificado para a Olimpíada Rio 2016 |